# Captain of the Yeomen of the Guard
Der Captain of the King’s Bodyguard of the Yeomen of the Guard ist ein britisches Regierungsamt. Das Amt wird normalerweise vom Deputy Chief Whip der Regierungspartei im House of Lords besetzt. Seit Juli 2024 hat Margaret Wheeler, Baroness Wheeler das Amt inne.

## Amtsinhaber

### 15. Jahrhundert
- 1485: John de Vere, 13. Earl of Oxford
- 1486–1509: Sir Charles Somerset (Am 26. November 1506 zum Baron Herbert erhoben)

### 16. Jahrhundert
- 1509: Sir Thomas Darcy
- 1509: Sir Henry Marney
- 1512: Sir Henry Guildford
- 1513: Sir John Gage
- 1516: Sir Henry Marney
- 1530: Sir William Kingston
- 1539: Sir Anthony Wingfield
- 1550: Sir Thomas Darcy (Am 5. April 1551 zum Baron Darcy of Chiche erhoben)
- 1551: Sir John Gates
- 1553: Sir Henry Jerningham
- 1557: Sir Henry Bedingfeld
- 1558: Sir Edward Rogers
- 1558: Sir William St Loe
- 1566: Sir Francis Knowlys
- 1572: Sir Christopher Hatton
- 1586: Sir Henry Goodier
- 1586: Sir Walter Raleigh
- 1592: John Best (Während Raleighs Gefangenschaft im Tower)
- 1597–1603: Sir Walter Raleigh

### 17. Jahrhundert
- 1603: Sir Thomas Erskine (Am 8. Juni 1604 zum Lord Dirletoun und am 18. März 1606 zum Viscount Fentoun erhoben)
- 1617: Henry Rich (Am 5. März 1623 zum Baron Kensington erhoben und am 24. September 1624 zum Earl of Holland)
- 1632: George Hay
- 1635: William Douglas, 7. Earl of Morton
- 1644: George Goring, 1. Earl of Norwich
- 1649: Interregnum
- 1660: George Goring, 1. Earl of Norwich
- 1662: George Villiers, 4. Viscount Grandison
- 1689–1702: Charles Montagu, Viscount Mandeville (Folgte am 16. März als 4. Earl of Manchester)

### 18. Jahrhundert

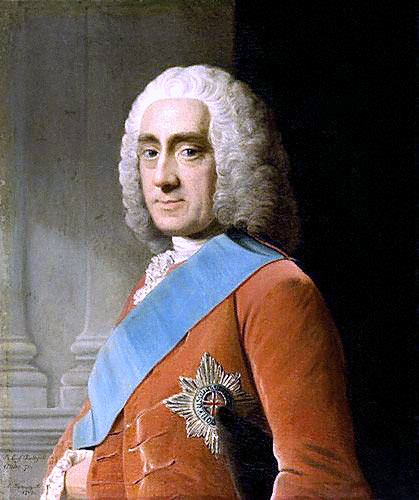
Der 4. Earl of Chesterfield, der von 1723 bis 1725 als Captain des Yeomen of the Guard diente.

- 1702: William Cavendish, Marquess of Hartington
- 1707: Charles Townshend, 2. Viscount Townshend
- 1711: Henry Paget, 7. Baron Paget (Am 19. Oktober 1714 zum Earl of Uxbridge erhoben)
- 1715: James Stanley, 10. Earl of Derby
- 1723: Philip Stanhope, Lord Stanhope
- 1725: John Sidney, 6. Earl of Leicester
- 1731: John Ashburnham, 1. Earl of Ashburnham
- 1733: Charles Bennet, 2. Earl of Tankerville
- 1737: William Montagu, 2. Duke of Manchester
- 1739: William Capell, 3. Earl of Essex
- 1743: John Berkeley, 5. Baron Berkeley of Stratton
- 1746: Pattee Byng, 2. Viscount Torrington
- 1747: Hugh Boscawen, 2. Viscount Falmouth
- 1782: John Sackville, 3. Duke of Dorset
- April 1783: George Cholmondeley, 4. Earl of Cholmondeley
- 16. Dezember 1783: Heneage Finch, 4. Earl of Aylesford

### 19. Jahrhundert
- 1804: Hon. Thomas Pelham (Ab Januar 1805 führte er den Höflichkeitstitel Lord Pelham)
- 1804: George Parker, 4. Earl of Macclesfield
- 1. Dezember 1830: Ulick de Burgh, 1. Marquess of Clanricarde
- 16. Juli 1834: Archibald Acheson, 2. Earl of Gosford
- 29. Dezember 1834: James Stopford, 3. Earl of Courtown
- 23. April 1835: Archibald Acheson, 2. Earl of Gosford
- 5. August 1835: Henry Fox-Strangways, 3. Earl of Ilchester
- 6. Juli 1841: Henry Fitzalan-Howard, 13. Duke of Norfolk
- 8. September 1841: John Kerr, 7. Marquess of Lothian
- 15. Januar 1842: George Percy, 5. Duke of Northumberland
- 24. Juli 1846: Lucius Cary, 10. Viscount Falkland
- 11. Februar 1848: George Chichester, 3. Marquess of Donegall
- 27. Februar 1852: William FitzGerald-de Ros, 23. Baron de Ros
- 30. Dezember 1852: John Townshend, 1. Earl Sydney
- 17. März 1858: William FitzGerald-de Ros, 23. Baron de Ros
- 28. Juni 1859: Henry Moreton, 3. Earl of Ducie
- 10. Juli 1866: Henry Cadogan, 4. Earl Cadogan
- 22. Dezember 1868: William Beauclerk, 10. Duke of St Albans
- 2. März 1874: Edward Bootle-Wilbraham, 1. Earl of Lathom
- 3. Mai 1880: William Monson, 1. Viscount Oxenbridge
- 27. Juni 1885: George Barrington, 7. Viscount Barrington
- 10. Februar 1886: William Monson, 1. Viscount Oxenbridge
- 5. August 1886: Algernon Keith-Falconer, 9. Earl of Kintore
- 29. Januar 1889: William Pery, 3. Earl of Limerick
- 25. August 1892: William Edwardes, 4. Baron Kensington
- 16. Juli 1895: William Pery, 3. Earl of Limerick
- 26. August 1896: William Waldegrave, 9. Earl Waldegrave

### 20. Jahrhundert
- 8. Dezember 1905: William Montagu, 9. Duke of Manchester
- 12. April 1908: Wentworth Beaumont, 1. Viscount Allendale
- 2. Oktober 1911: William Craven, 4. Earl of Craven
- 9. Juni 1915: Charles Harbord, 6. Baron Suffield
- 21. Mai 1918: Hylton Jolliffe, 3. Baron Hylton
- 22. Januar 1924: Edward Loch, 2. Baron Loch
- 1. Dezember 1924: William Grenfell, 1. Baron Desborough
- 4. Juni 1929: Edward Loch, 2. Baron Loch

| Name                                                     | Amtszeit       | Amtszeit       | Partei       | Kabinett                                          | Ref.     |
| -------------------------------------------------------- | -------------- | -------------- | ------------ | ------------------------------------------------- | -------- |
| Donald Howard, 3. Baron Strathcona and Mount Royal       | November 1931  | Januar 1934    | Conservative | Nationale Regierung II (Con.–Lib–Nat Lab–Nat Lib) |          |
| Arthur Chichester, 4. Baron Templemore                   | Januar 1934    | August 1945    | Conservative | Nationale Regierung II (Con.–Lib–Nat Lab–Nat Lib) |          |
| Arthur Chichester, 4. Baron Templemore                   | Januar 1934    | August 1945    | Conservative | Nationale Regierung III (Con.–Nat Lab–Nat Lib)    |          |
| Arthur Chichester, 4. Baron Templemore                   | Januar 1934    | August 1945    | Conservative | Nationale Regierung IV (Con.–Nat Lab–Nat Lib)     |          |
| Arthur Chichester, 4. Baron Templemore                   | Januar 1934    | August 1945    | Conservative | Chamberlain (Con.–Nat Lab–Nat Lib)                |          |
| Arthur Chichester, 4. Baron Templemore                   | Januar 1934    | August 1945    | Conservative | Churchill (Con.–Lib–Lab-Nat Lab–Nat Lib)          |          |
| Arthur Chichester, 4. Baron Templemore                   | Januar 1934    | August 1945    | Conservative | Churchill (Con.–Nat Lib-Ind)                      |          |
| Alexander Walkden, 1. Baron Walkden                      | August 1945    | Juli 1949      | Labour       | Attlee I                                          |          |
| George Shepherd, 1. Baron Shepherd                       | Juli 1949      | Oktober 1949   | Labour       | Attlee I                                          |          |
| George Lucas, 1. Baron Lucas of Chilworth                | Oktober 1949   | März 1950      | Labour       | Attlee I                                          |          |
| George Bingham, 6. Earl of Lucan                         | März 1950      | Juni 1951      | Labour       | Attlee II                                         |          |
| George Archibald, 1. Baron Archibald                     | Juni 1951      | November 1951  | Labour       | Attlee II                                         |          |
| William Onslow, 6. Earl of Onslow                        | November 1951  | Oktober 1960   | Conservative | Churchill III                                     |          |
| William Onslow, 6. Earl of Onslow                        | November 1951  | Oktober 1960   | Conservative | Eden                                              |          |
| William Onslow, 6. Earl of Onslow                        | November 1951  | Oktober 1960   | Conservative | Macmillan I                                       |          |
| William Onslow, 6. Earl of Onslow                        | November 1951  | Oktober 1960   | Conservative | Macmillan II                                      |          |
| Peter Legh, 4. Baron Newton                              | Oktober 1960   | September 1962 | Conservative | Macmillan II                                      |          |
| John Goschen, 3. Viscount Goschen                        | September 1962 | Dezember 1964  | Conservative | Macmillan II                                      |          |
| John Goschen, 3. Viscount Goschen                        | September 1962 | Dezember 1964  | Conservative | Douglas-Home                                      |          |
| Frank Bowles, Baron Bowles                               | Dezember 1964  | Juni 1970      | Labour       | Wilson II                                         |          |
| John Goschen, 3. Viscount Goschen                        | Juni 1970      | November 1971  | Conservative | Heath                                             |          |
| Bertram Bowyer, 2. Baron Denham                          | November 1971  | März 1974      | Conservative | Heath                                             |          |
| David Kenworthy, 11. Baron Strabolgi                     | März 1974      | Mai 1979       | Labour       | Wilson III                                        |          |
| David Kenworthy, 11. Baron Strabolgi                     | März 1974      | Mai 1979       | Labour       | Wilson IV                                         |          |
| David Kenworthy, 11. Baron Strabolgi                     | März 1974      | Mai 1979       | Labour       | Callaghan                                         |          |
| Richard Hill, 7. Baron Sandys                            | 1979           | Oktober 1982   | Conservative | Thatcher I                                        |          |
| David Cunliffe-Lister, 2. Earl of Swinton                | Oktober 1982   | September 1986 | Conservative | Thatcher I                                        |          |
| David Cunliffe-Lister, 2. Earl of Swinton                | Oktober 1982   | September 1986 | Conservative | Thatcher II                                       |          |
| David Cunliffe-Lister, 2. Earl of Swinton                | Oktober 1982   | September 1986 | Conservative | Thatcher III                                      |          |
| Andrew Davidson, 2. Viscount Davidson                    | September 1986 | Dezember 1991  | Conservative | [ 2 ]                                             |          |
| Andrew Davidson, 2. Viscount Davidson                    | September 1986 | Dezember 1991  | Conservative | [ 2 ]                                             | Major I  |
| Michael Bowes-Lyon, 18. Earl of Strathmore and Kinghorne | Dezember 1991  | Juli 1994      | Conservative | [ 3 ]                                             |          |
| Michael Bowes-Lyon, 18. Earl of Strathmore and Kinghorne | Dezember 1991  | Juli 1994      | Conservative | [ 3 ]                                             | Major II |
| Arthur Gore, 9. Earl of Arran                            | Juli 1994      | Januar 1995    | Conservative | [ 4 ]                                             |          |
| Richard Fletcher-Vane, 2. Baron Inglewood                | Januar 1995    | Juli 1995      | Conservative | [ 5 ]                                             |          |
| Nicholas Cavendish, 6. Baron Chesham                     | Juli 1995      | Mai 1997       | Conservative | [ 6 ]                                             |          |
| Andrew McIntosh, Baron McIntosh of Haringey              | Mai 1997       | Juni 2003      | Labour       | Blair I                                           | [ 7 ]    |

### 21. Jahrhundert
| Porträt    | Name                                    | Amtszeit  | Amtszeit  | Partei           | Kabinett                  | Ref.   |
| ---------- | --------------------------------------- | --------- | --------- | ---------------- | ------------------------- | ------ |
|            | Bryan Davies, Baron Davies of Oldham    | Juni 2003 | Mai 2010  | Labour           | Blair II                  | [ 8 ]  |
| Blair III  | Bryan Davies, Baron Davies of Oldham    | Juni 2003 | Mai 2010  | Labour           |                           | [ 8 ]  |
| Brown      | Bryan Davies, Baron Davies of Oldham    | Juni 2003 | Mai 2010  | Labour           |                           | [ 8 ]  |
|            | David Shutt, Baron Shutt of Greetland   | Mai 2010  | Mai 2012  | Liberal Democrat | Cameron–Clegg (Con.–L.D.) | [ 9 ]  |
|            | Richard Newby, Baron Newby              | Mai 2012  | Mai 2015  | Liberal Democrat | Cameron–Clegg (Con.–L.D.) | [ 10 ] |
|            | John Gardiner, Baron Gardiner of Kimble | Mai 2015  | Juli 2016 | Conservative     | Cameron II                | [ 11 ] |
|            | Patrick Stopford, 9. Earl of Courtown   | Juli 2016 | Juli 2024 | Conservative     | May I                     | [ 12 ] |
| May II     | Patrick Stopford, 9. Earl of Courtown   | Juli 2016 | Juli 2024 | Conservative     |                           | [ 12 ] |
| Johnson I  | Patrick Stopford, 9. Earl of Courtown   | Juli 2016 | Juli 2024 | Conservative     |                           | [ 12 ] |
| Johnson II | Patrick Stopford, 9. Earl of Courtown   | Juli 2016 | Juli 2024 | Conservative     |                           | [ 12 ] |
| Truss      | Patrick Stopford, 9. Earl of Courtown   | Juli 2016 | Juli 2024 | Conservative     |                           | [ 12 ] |
| Sunak      | Patrick Stopford, 9. Earl of Courtown   | Juli 2016 | Juli 2024 | Conservative     |                           | [ 12 ] |
|            | Margaret Wheeler, Baroness Wheeler      | Juli 2024 |           | Labour           | Starmer                   | [ 13 ] |